# Scott Ian
Scott Ian   (Jamaica, 31 de desembre de 1963), és un músic estatunidenc, conegut per ser guitarra rítmica en el grup de heavy metal i thrash metal, Anthrax. Ian és creador el grup de crossover thrash, Stormtroopers of Death. Ha estat present en el The Rock Show de la VH1 i ha aparegut en sèrie de I Love the..., Heavy: The Story of Metal i SuperGroup de la VH1. L'Ian es manté com l'únic membre constant del grup Anthrax, sent l'únic que hi ha sigut des dels inicis.

## Grups
- Anthrax
- Stormtroopers of Death
- Damnocracy
- Pearl

## Discografia

### amb Stormtroopers of Death
| Data                 | Títol                 | Segell                | Posicions | Vendes EUA |
| Desembre de 1985     | Speak English or Die  | Megaforce Records     |           |            |
| 24 d'octubre de 1992 | Live at Budokan       | Megaforce Records     |           |            |
| 22 de maig de 1999   | Bigger than the Devil | Nuclear Blast Records |           |            |
| 21 d'agost de 2007   | Rise Of The Infidels  | Megaforce Records     |           |            |

### Stormtroopers of Death Videos
| Data                   | Títol                                 | Segell                | Posicions | Vendes EUA |
| 23 de gener de 2001    | Kill Yourself: The Movie (DVD or VHS) | Nuclear Blast Records |           |            |
| 25 de setembre de 2001 | Speak English or Live (DVD)           | Nuclear Blast Records |           |            |
| 26 de juliol de 2005   | 20 Years of Dysfunction               | Nuclear Blast Records |           |            |

### Col·laboracions
- Amb Public Enemy durant la gira Rock the Bells 2007.

### Televisió
- Married... with Children 1992
- NewsRadio (as himself)
- VH1's Rock Show (as host) 1999-2002
- VH1's Hip-Hop Honors- performer along with Anthrax & Public Enemy for "Bring Tha Noise".
- VH1's Supergroup 2006
- VH1's "I Love The..." series specials
- VH1's "40 Greatest Metal Songs"
- VH1's "100 Most Metal Moments"
- VH1's "50 Least Metal moments"
- VH1's Rock Honors Kiss. Performers: Rob Zombie (Rob Zombie, White Zombie), Scott Ian, Gilby Clarke (ex-Guns N' Roses, The Starfuckers, Rock Star Supernova), Slash (ex-Guns N' Roses, Velvet Revolver), Ace Frehley (Kiss), Tommy Lee (Mötley Crüe, Rock Star Supernova).
- VH1 Classic's "Rock 'n Roll Celebrity Poker Tournament" - Scott won the tournament and played against Sully Erna, Vinnie Paul, Dusty Hill and Ace Frehley.
- NBC's Celebrity Apprentice

## Guitarres
- Washburn SI75TI
- Washburn WV540VASI
- Washburn WV40VASI
- Washburn SI60MW
- Washburn SI61G
- Jackson JJ-1
- Jackson JJ-2
- Jackson Custom made 5 String
- Seymour Duncan El Diablo/Scott Ian custom shop pickups
- DR Strings ..010-.052
- DR Strings .018-.056 (for JJ-5)
- Dunlop Tortex .88mm Picks
- ESP M-100FM

### Efectes
- BBE 462 Sonic Maximizer
- DigiTech WH-2 Whammy Pedal
- DigiTech Black 13
- DigiTech XMC Chorus pedal
- Korg DTR-1 Tuner
- Rocktron HUSH IIC
- Samson UHF Synth 6 Wireless

### Amplificadors
- Randall V2 400 Watt Heads
- Randall V-Max Heads
- Randall XL 4x12 Cabs
- Randall XL 2x12 and 1x15 Cabs